# La Llosa de Ranes
La Llosa de Ranes – gmina w Hiszpanii, w prowincji Walencja, we wspólnocie autonomicznej Walencja, o powierzchni 7,13 km². W 2011 roku liczyła 4066 mieszkańców.